# Joe Johnson (koszykarz)
Joe Marcus Johnson (ur. 29 czerwca 1981 w Little Rock) – amerykański koszykarz, grający na pozycji rzucającego obrońcy.
W 1999 wystąpił w meczu wschodzących gwiazd - Nike Hoop Summit.
Został wybrany z numerem 10 w drafcie NBA w 2001 przez zespół Boston Celtics. W swoim pierwszym sezonie rozegrał 48 meczów, osiągając średnią 6,3 punktu na mecz, mając tym samym udział w pierwszym od sezonu 95/96 awansie Boston Celtics do fazy play-off. Jeszcze w sezonie 2001/2002 przeniósł się do Phoenix Suns. Z roku na rok stawał się coraz lepszym zawodnikiem, ostatni sezon w barwach "Słońc" kończąc ze średnią 17,1 punktów na mecz i celnością rzutów za 3 punkty 47,8%. W roku 2005 trafił do zespołu Atlanta Hawks. Już w pierwszym sezonie w nowych barwach był liderem "Jastrzębi" pod względem średniej liczby punktów na mecz (20,2), asyst na mecz (6,5), przechwytów na mecz (1,26), sumy trafionych rzutów za 3 (128) i średniej liczby minut spędzonych na boisku (40,7). Był jedynym zawodnikiem swego zespołu, który grał we wszystkich 82 spotkaniach sezonu zasadniczego. Swoje pierwsze triple-double zanotował 1 lutego 2006 w meczu przeciwko Charlotte Bobcats, uzyskując 15 punktów, 10 zbiórek i 11 asyst. W sezonie 2006/2007 osiągnął średnią punktów na mecz 25. 2 lipca 2012 roku został wymieniony do Brooklyn Nets.
16 grudnia 2013 wyrównał rekord sezonu zasadniczego NBA, trafiając 8 celnych rzutów za 3 punkty w trakcie jednej kwarty (3) spotkania. Rezultat ten został poprawiony w 2015 przez Klaya Thompsona.
25 lutego 2016 został zwolniony przez klub Brooklyn Nets. 27 lutego 2016 podpisał kontrakt z Miami Heat. 8 lipca 2016 podpisał umowę Utah Jazz.
8 lutego 2018 trafił do Sacramento Kings w wyniku wymiany z udziałem trzech zespołów (oprócz Kings także Cavaliers i Jazz). Trzy dni później został zwolniony. 14 lutego podpisał umowę do końca sezonu z Houston Rockets.
19 września 2019 zawarł kontrakt z Detroit Pistons. 21 października opuścił klub.
22 grudnia 2021 dołączył po raz kolejny w karierze do Boston Celtics. Po wygaśnięciu umowy opuścił klub.

## Osiągnięcia

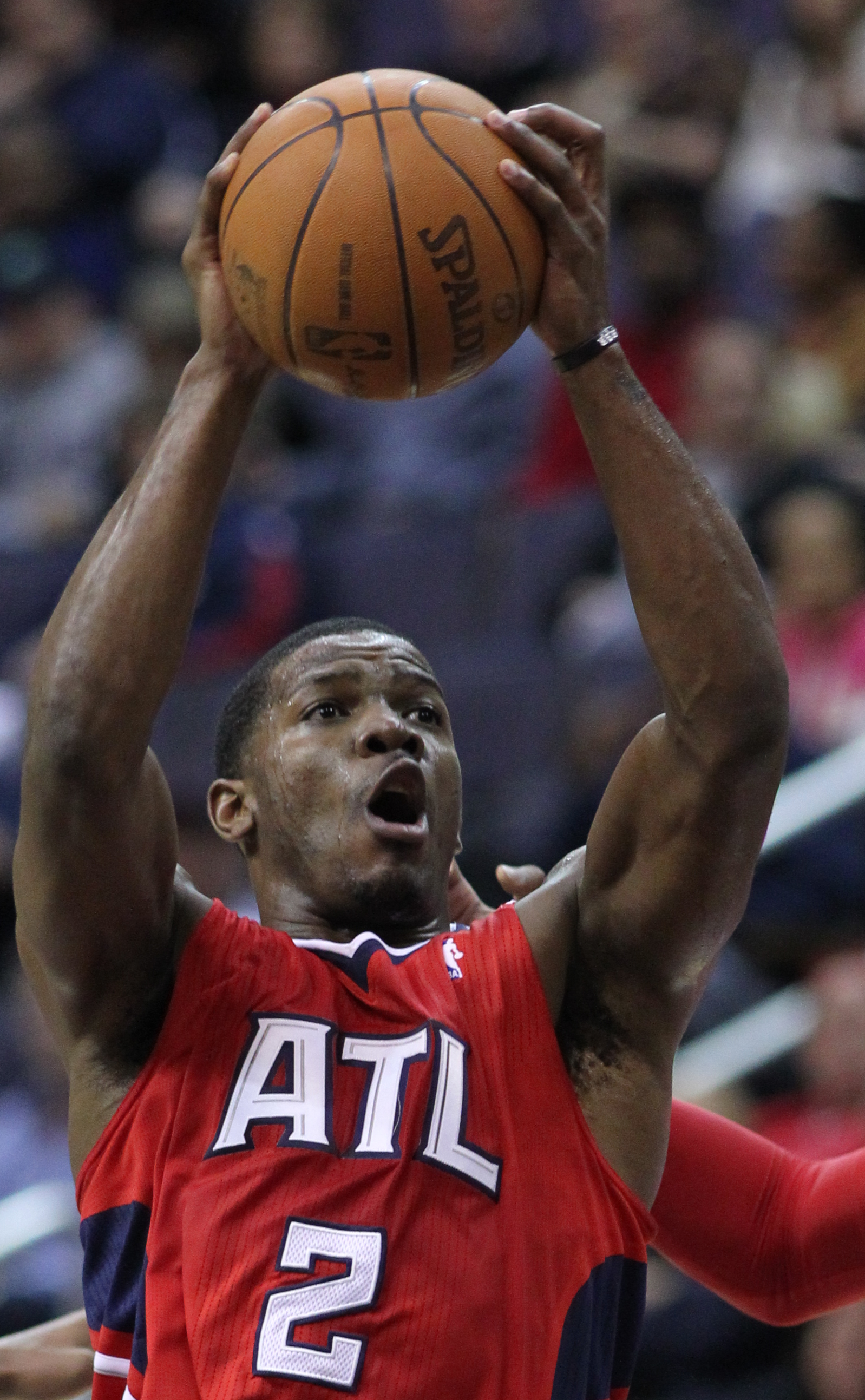
Johnson w barwach Hawks (marzec 2012).

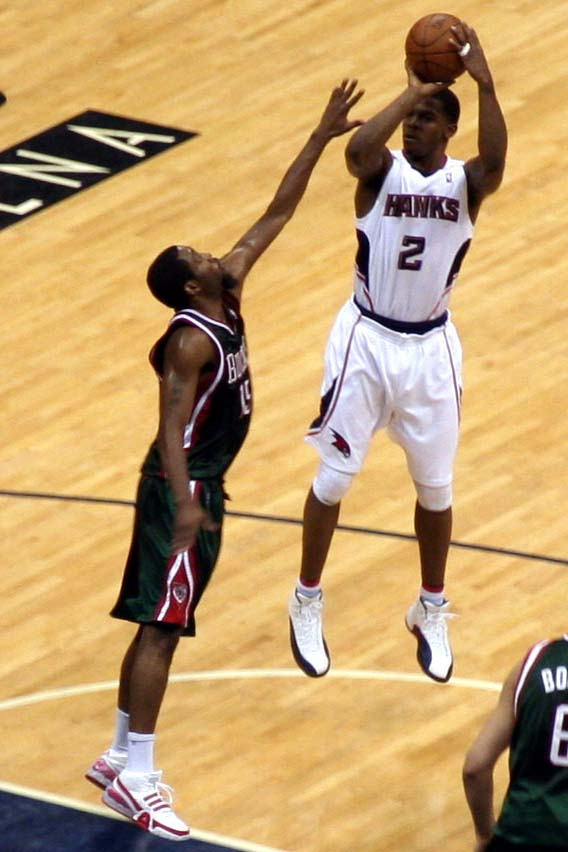
Johnson oddający rzut ponad Johnem Salmonsem z Milwaukee Bucks (luty 2010).

Na podstawie, o ile nie zaznaczono inaczej.
NCAA
- Uczestnik turnieju NCAA (2000, 2001)
- Mistrz turnieju konferencji Southeastern (SEC – 2000)
- Najlepszy:
  - pierwszoroczny zawodnik konferencji SEC (2000)[17]
  - nowo przybyły zawodnik SEC (2000)
- Zaliczony do:
  - I składu pierwszoroczniaków SEC (2000)
  - II składu:
    - SEC (2001)
    - pierwszoroczniaków NCAA (2000)

  - III składu SEC (2000)
  - składu All-America Honorable Mention (2001)

NBA
- 7-krotnie wybierany do udziału w meczu gwiazd NBA (2007[a]–2012, 2014). Z powodu kontuzji nie wystąpił w 2012 roku[19].
- Wybrany do:
  - III składu NBA (2010)[20]
  - II składu debiutantów NBA (2002)[21]
  - składu All-Rocky Mountain Revue Team podczas rozgrywek ligi letniej NBA (2003)
- Uczestnik:
  - NBA Rookie Challenge (2002)
  - konkursu rzutów za 3 punkty (2005, 2014)
- MVP:
  - miesiąca NBA (marzec 2008)
  - tygodnia NBA (19.12.2005, 12.11.2006, 23.12.2007, 6.04.2008, 9.11.2009, 26.03.2012, 24.03.2014)
- Lider play-off w skuteczności rzutów za 3 punkty (2005)[22]

Reprezentacja
- Brązowy medalista mistrzostw świata w Japonii (2006)[23]

## Rekordy kariery
- Punkty 42
- Asysty 17
- Zbiórki w obronie 9 (5 razy)
- Zbiórki w ataku 6
- Przechwyty 5 (2 razy)
- Bloki 4
- Minuty 57